# ベンズニダゾール
ベンズニダゾール(Benznidazole)はシャーガス病の治療に用いられる抗寄生虫薬である。感染初期ヒトへの投与は感染期間が長いヒトへの投与より効果が高い。副作用がニフルチモックスより軽いため一次治療薬として使用される。投与法は経口である。
副作用は一般的によく診られる。よくある副作用は、発疹、しびれ、発熱、筋肉痛、食欲不振、不眠症などである。稀な副作用には骨髄抑制による低血細胞レベルなどがある。妊娠中のヒトまたは重度の肝臓病や腎臓病のヒトへ投与は推奨されない。ベンズニダゾールはニトロイミダゾール系の薬であり、作用機序はフリーラジカルを生成することで効果がある。
ベンズニダゾールは1971年に医薬品として使用されるようになった。世界保健機関の必須医薬品リストに掲載されており、最も効果的で安全な医療制度に必要とされる医薬品である。一般的に市販されていないが、米国ではアメリカ疾病予防管理センターから入手できる。 2012年時点ではブラジルの政府が運営する製薬会社のLaboratório Farmacêutico do Estado de Pernambucoが唯一の生産者である。